# Idiocera collessi
Idiocera collessi là một loài ruồi trong họ Limoniidae. Chúng phân bố ở miền Australasia.